# Sotteville-sur-Mer
Sotteville-sur-Mer é uma comuna francesa na região administrativa da Normandia, no departamento de Sena Marítimo. Estende-se por uma área de 8,11 km². Em 2010 a comuna tinha 403 habitantes (densidade: 49,7 hab./km²).